# تنگ صیاد

تنگ صیاد شامل منطقه حفاظت‌شده و پارک ملی می‌باشد که در مجاورت فرخشهر و دستگرد امامزاده در شهرستان فرخ‌شهر  از توابع استان چهارمحال و بختیاری قرار دارد. این منطقه دارای مساحتی به وسعت حدود ۲۷هزار هکتار می‌باشد که حدود ۲۱٬۶۰۰ هکتار آن منطقهٔ حفاظت‌شده و ۵٬۴۰۰ هکتار آن پارک ملی است. تنگ صیاد بر اساس ثبت جهانی، سیزدهمین منطقه حفاظت شده یونسکو می‌باشد . تنگ صیاد به‌واسطه دارا بودن تعداد زیادی تپه‌ماهور، زیستگاه مناسبی برای گونه قوچ و میش وحشی است. کوهستان‌های جنوبی منطقه دارای صخره‌های سخت‌گذر است که زیستگاه پلنگ، آهو و قوچ با جمعیتی قابل توجه ‌است.

## تاریخچه

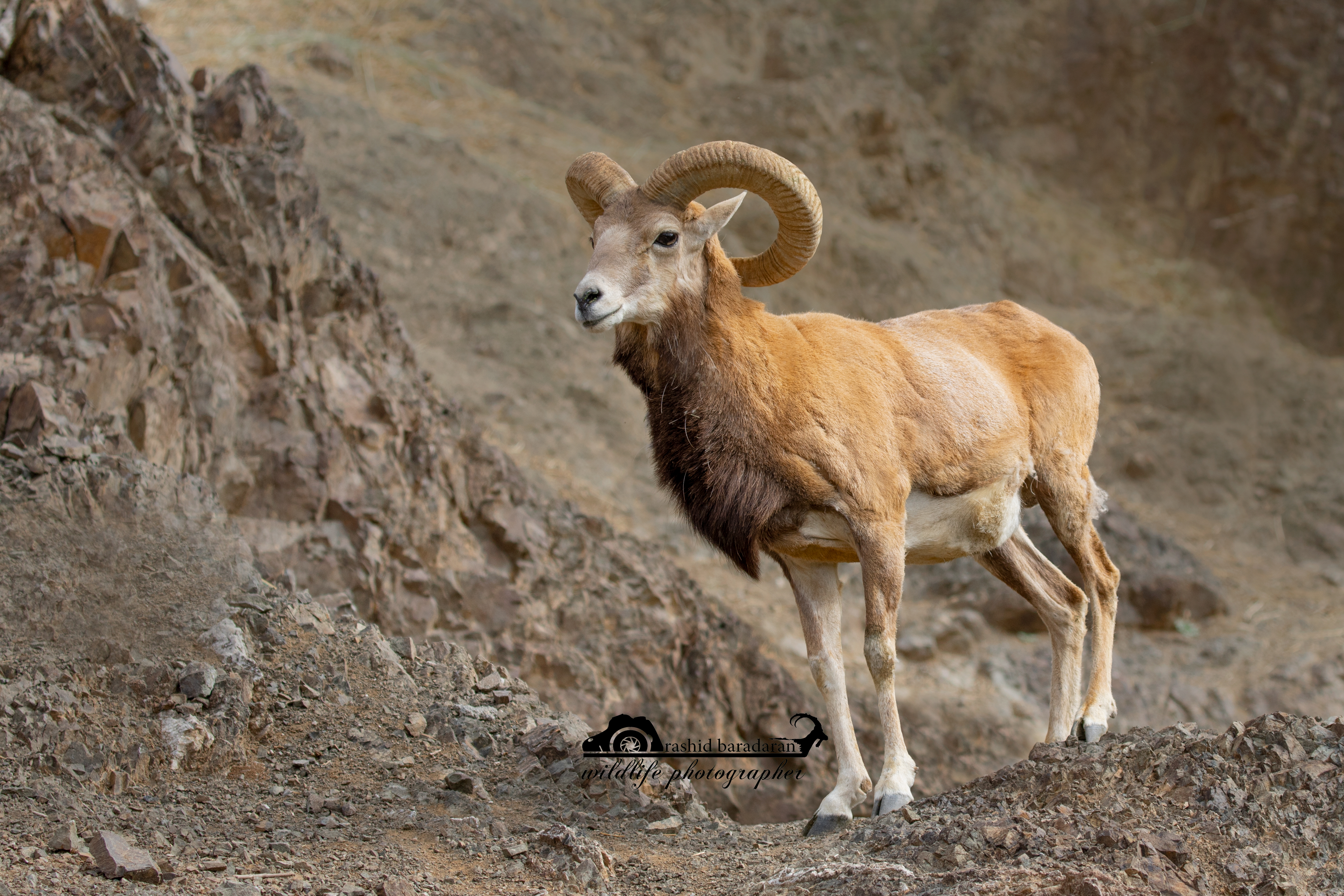
قوچ وحشی یکی از پستانداران در منطقه حفاظت شده تنگ صیاد چهار محال و بختیاری

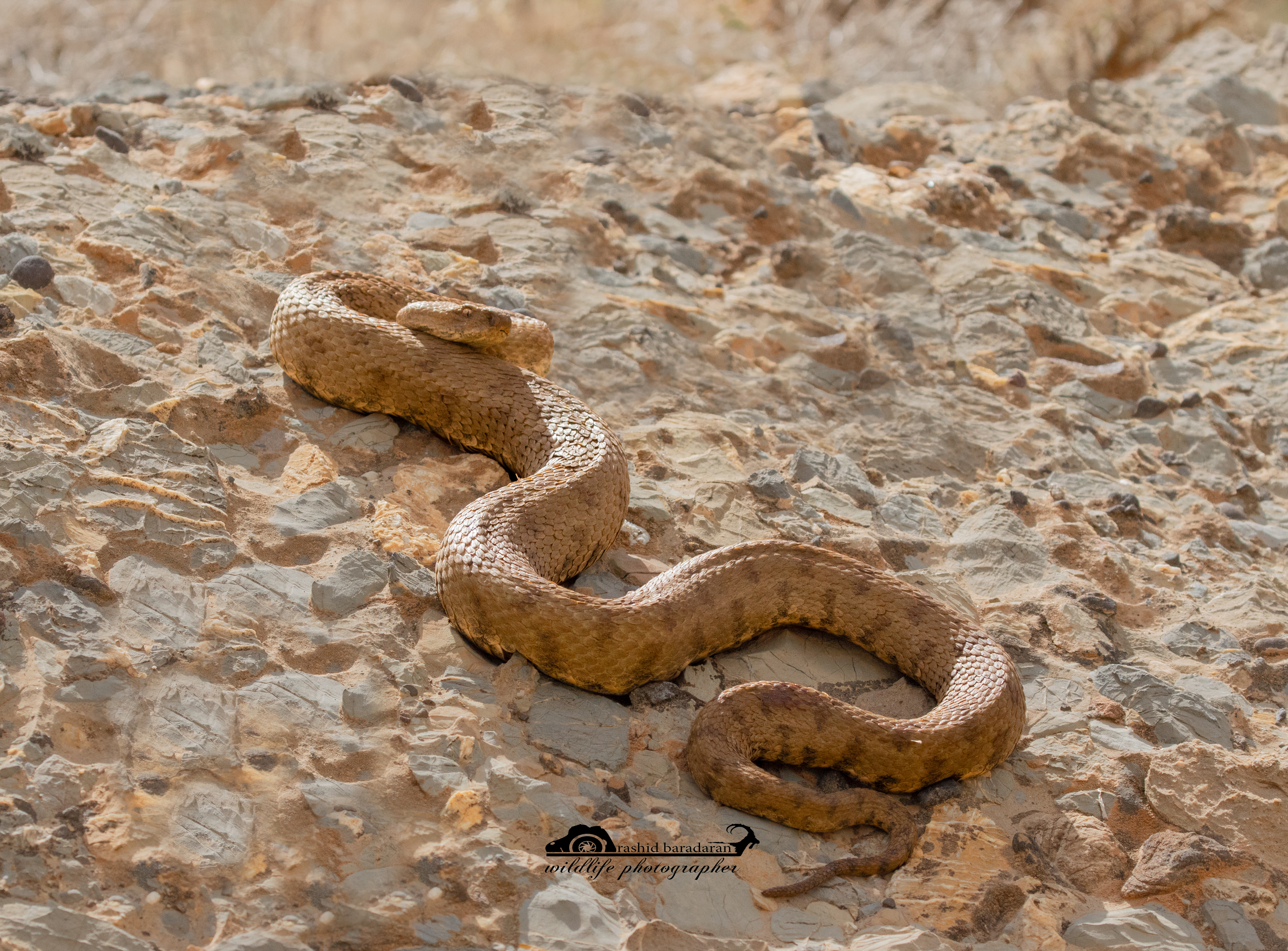
گرزه مار یکی از خزندگان در منطقه حفاظت شده تنگ صیاد چهار محال و بختیاری

منطقه تنگ صیاد، ناحیه کوهستانی با وسعت حدود ۲۷ هزار هکتار در استان چهارمحال وبختیاری و در شهرستان فرخشهر واقع شده‌است. این منطقه در سال ۱۳۴۹ از طرف شورای‌عالی شکاربانی و نظارت بر صید به عنوان منطقه شکار و تیراندازی ممنوع اعلام شد و در سال ۱۳۵۲ با تصویب شورای‌عالی محیط زیست به عنوان منطقه حفاظت شده اعلام و در سال ۱۳۷۴ نیز حدود ۵ هزار و ۴۰۰ هکتار از قسمت میانی آن تبدیل به پارک ملی شد. به این ترتیب تنگ صیاد شامل پارک ملی، در قسمت میانی و منطقه حفاظت شده در پیرامون آن است.

## ویژگی‌ها
تنگ صیاد در موقعیت جغرافیائی ۵۰ درجه و ۵۹ دقیقه تا ۵۱ درجه و ۹ دقیقه طول شرقی و ۳۲ درجه و ۳ دقیقه تا ۳۲ درجه و ۱۷ دقیقه عرض شمالی واقع شده‌است. از نظر آب‌وهوایی به سه اقلیمِ خشک و سرد، نیمه خشک و سرد، و نیمه‌مرطوب و سرد تقسیم می‌شود.
از دیگر جانوران منطقه می‌توان گرگ، روباه، شغال، کفتار راه راه  و پرندگانی همچون کبک دری، کبک چیل، تیهو و عقاب را نام برد.
قله جیلون در شهرستان فرخ‌شهر  با ۳ هزار و ۱۴۱ متر ارتفاع از سطح دریا، بلندترین نقطه این منطقه است.
پوشش گیاهی: انواع گندمیان، گون، دم اسبیان، کنگر، ریواس، آویشن، بابونه، شاه تره، بارهنگ، رازیانه، خاکشیر، کاسنی، شیرین بیان، بادام کوهی، مو وحشی، انجیر و آلبالوی کوهی.

## راه دسترسی به پارک ملی
راه دسترسی به پارک ملی در روستای ایرانچه با تابلوی ورود به راه 2 کیلومتری واضح امکان پذیر است.